# Лептоліни
Лептоліни - один з двох підкласів гідроїдних, об'єднує гідромедуз середнього або відносно великого розміру. Виділений Ернстом Генріхом Геккелем у 1879 році на основі, в основному, спільних особливостей ембріологічного розвитку. У випадку наявності статоцистів (органів рівноваги), вони розвиваються з епітелію ектодермального походження. Для життєвого циклу характерна збалансованість медузоїдної та полипової стадій, або ж медузоїдна стадія може частково чи майже повністю редукуватись.